# Лидхольм, Нильс
Нильс Ли́дхольм (швед. Nils Liedholm; 8 октября 1922, Вальдемарсвик — 5 ноября 2007, Куккаро-Монферрато) — один из лучших футболистов Швеции всех времён. По опросу газеты Aftonbladet, лучший футболист Швеции всех времён. Был составной частью знаменитого трио Гре-Но-Ли (Гуннар Грен — Гуннар Нордаль — Нильс Лидхольм), которое солировало в «Милане» в 50-х годах. За сборную Швеции провёл 21 матч, стал олимпийским чемпионом по футболу 1948 года. По опросу МФФИИС занимает 58 место среди лучших футболистов Европы XX века. По окончании карьеры футболиста был успешным тренером. Является почётным жителем Вальдемарсвика.

## Карьера футболиста
Лидхольм начал свою карьеру в клубе «Вальдемарсвик» в 1938 году, затем перешёл в 1943 году в «Слейпнер», через 3,5 года он уходит из «Слейпнера» в клуб «Норрчёпинг», с которым выигрывает два чемпионата Швеции. Тогда же Лидхольм стал привлекаться в шведскую национальную команду, сыграв за время выступления за «Норрчёпинг» 18 игр и став чемпионом Олимпиады в Лондоне в 1948 году. Игру на Олимпиаде заметили в «Милане», и в 1949 году Лидхольм переезжает в Италию. Его дебют состоялся 11 сентября 1949 года в матче с «Сампдорией», в котором «Милан» победил 3:1. В первый сезон в «Милане» Лидхольм провёл 37 матчей, забив 18 голов. В 1951 году Лидхольм выигрывает своё первое скудетто, всего он выиграл четыре чемпионата Италии (1951, 1955, 1957 и 1959), и дважды Латинский кубок (1951 и 1956). Лидхольм был капитаном «Милана» в знаменитом финале Кубка европейских чемпионов 1958, когда «Реал» победил миланцев со счётом 3:2 в дополнительное время.
Лидхольм был одним из немногих для своего времени футболистов, которые осознавали важность физических тренировок для спортсмена, он занимался спортом намного больше других. Лидхольм бегал стометровку, бросал копьё, прыгал в высоту, бегал на 3000 метров, выполняя эти упражнения два раза в неделю. Его карьера таким образом продолжилась до 40 лет.

## Статистика выступлений за Милан
| Клуб  | Сезон     | Чемпионат | Чемпионат | Кубок | Кубок | Еврокубки | Еврокубки | Прочие | Прочие | Всего | Всего |
| Клуб  | Сезон     | Игры      | Голы      | Игры  | Голы  | Игры      | Голы      | Игры   | Голы   | Игры  | Голы  |
| ----- | --------- | --------- | --------- | ----- | ----- | --------- | --------- | ------ | ------ | ----- | ----- |
| Милан | 1949-1950 | 37        | 18        | -     | -     | -         | -         | -      | -      | 37    | 18    |
| Милан | 1950-1951 | 31        | 13        | -     | -     | -         | -         | 2      | 0      | 33    | 13    |
| Милан | 1951-1952 | 38        | 9         | -     | -     | -         | -         | -      | -      | 38    | 9     |
| Милан | 1952-1953 | 30        | 6         | -     | -     | -         | -         | 2      | 1      | 32    | 7     |
| Милан | 1953-1954 | 31        | 10        | -     | -     | -         | -         | -      | -      | 31    | 10    |
| Милан | 1954-1955 | 28        | 6         | -     | -     | -         | -         | 1      | 1      | 29    | 7     |
| Милан | 1955-1956 | 31        | 1         | -     | -     | 6         | 0         | 2      | 0      | 39    | 1     |
| Милан | 1956-1957 | 26        | 4         | -     | -     | -         | -         | 2      | 1      | 28    | 5     |
| Милан | 1957-1958 | 24        | 7         | -     | -     | 8         | 2         | -      | -      | 32    | 9     |
| Милан | 1958-1959 | 30        | 1         | 2     | 1     | -         | -         | -      | -      | 32    | 2     |
| Милан | 1959-1960 | 28        | 3         | -     | -     | 4         | 0         | 3      | 2      | 35    | 5     |
| Милан | 1960-1961 | 25        | 3         | 1     | -     | -         | -         | 2      | -      | 28    | 3     |
| Всего | Всего     | 359       | 81        | 3     | 1     | 18        | 2         | 14     | 5      | 394   | 89    |

## Карьера в национальной сборной
Выиграв Олимпиаду в Лондоне 1948 года, Лидхольм был капитаном сборной Швеции на чемпионате мира 1958 года, проходившем в его родной стране. В возрасте 35 лет он помог шведам выйти в финал мирового первенства, где их остановила сборная Бразилии, ведомая Диди и 17-летним Пеле. Лидхольм забил первый мяч в игре, что сделало его самым старым футболистом, забивавшим в финале мирового первенства, но это не помогло, и Швеция была разгромлена 2:5.

## Тренерская карьера
После окончания игровой карьеры Лидхольм стал сначала ассистентом, а затем и главным тренером «Милана». После «Милана» он тренировал «Варезе», «Фиорентину», а затем снова «Милан», с которым выиграл чемпионат Италии 1979 года. Затем перешёл в «Рому», где в то время играли Фалькао и Конти, он сделал команду чемпионом в 1983 году, используя необычную для Италии систему зональной защиты, через год Лидхольм довёл «Рому» до финала Кубка чемпионов, но там его команда проиграла по пенальти «Ливерпулю». Позже Лидхольм управлял «Миланом», снова «Ромой», «Вероной» и последний раз был тренером в 1997 году, ненадолго приняв «Рому».
| Сезон   | Клуб             | Место |
| ------- | ---------------- | ----- |
| 1964/65 | Милан            | 2     |
| 1965/66 | Милан            | 7     |
| 1966/67 | Верона (Серия B) | 13    |
| 1967/68 | Верона (Серия B) | 2     |
| 1968/69 | Монца (Серия B)  | 13    |
| 1969/70 | Варезе (Серия B) | 1     |
| 1970/71 | Варезе           | 9     |
| 1971/72 | Фиорентина       | 6     |
| 1972/73 | Фиорентина       | 4     |
| 1973/74 | Рома             | 8     |
| 1974/75 | Рома             | 3     |
| 1975/76 | Рома             | 10    |
| 1976/77 | Рома             | 8     |
| 1977/78 | Милан            | 4     |
| 1978/79 | Милан            | 1     |
| 1979/80 | Рома             | 7     |
| 1980/81 | Рома             | 2     |
| 1981/82 | Рома             | 3     |
| 1982/83 | Рома             | 1     |
| 1983/84 | Рома             | 2     |
| 1984/85 | Милан            | 5     |
| 1985/86 | Милан            | 7     |
| 1986/87 | Милан            | 5     |
| 1987/88 | Рома             | 3     |
| 1988/89 | Рома             | 8     |
| 1991/92 | Верона           | 16    |
| 1996/97 | Рома             | 13    |

## После спорта
После ухода из футбольной жизни Лидхольм управлял виноградниками вместе с сыном Карло. Он умер 5 ноября 2007 года в своём доме в Куккаро-Монферрато, в провинции Алессандрия.

## Достижения

### Как игрок
«Норрчёпинг»
- Чемпион Швеции: 1947, 1948

«Милан»
- Чемпион Италии: 1951, 1955, 1957, 1959
- Обладатель Латинского кубка: 1951, 1956
- Бронзовый призёр Латинского кубка: 1957
- Финалист Кубка чемпионов: 1958

Сборная Швеции
- Золотой медалист Олимпиады: 1948
- Серебряный призёр чемпионата мира: 1958

### Как тренер
«Варезе»
- Чемпион Италии (Серия B): 1970

«Милан»
- Чемпион Италии: 1979

«Рома»
- Чемпион Италии: 1983
- Обладатель Кубка Италии: 1980, 1981, 1984
- Финалист Кубка чемпионов: 1984